# Onthophilus deflectus
Onthophilus deflectus är en skalbaggsart som beskrevs av Helava 1978. Onthophilus deflectus ingår i släktet Onthophilus och familjen stumpbaggar. Inga underarter finns listade i Catalogue of Life.